# الحلم العربي
أوبريت الحلم العربي أو أجيال ورا أجيال هو أوبريت غنائي عربي صدر في عام 1996، صدرت نسخة محدثة عام 1998، خصيصاً لتقديم حفل الحلم العربي، الذي أقيم في ساحة الشهداء بوسط مدينة بيروت، لبنان، في 3 أكتوبر 1998. يصور الأوبريت حلم الشعب العربي في إقامة الوحدة العربية في اتحاد الوطن العربي، يظهر ذلك بوضوح في المقطع الأوّل والأشهر للأوبريت.
اكتسب الأوبريت مكانة بارزة في سبتمبر / أيلول 2000 عقب انتفاضة الأقصى الثانية، والتي أشعل شرارتها وزير الدفاع الإسرائيلي وقتئذٍ أرئيل شارون عقب تدنيسه باحة المسجد الأقصى. غَدا الأوبريت، الذي أصبح معروفًا على نطاق واسع، رمزًا للتضامن من خلال بثه على نطاق واسع على مختلف القنوات الفضائية العربية.
هذا الأوبريت تعاون من إنتاج أحمد العريان وإخراج طارق العريان، تميز بالبراعة السردية للشاعر المصري مدحت العدل. عزز التأليف الموسيقي الملحنين المصريين صلاح الشرنوبي وحلمي بكر، وتوزيع الملحن الليبي حميد الشاعري. ويغني الأوبريت 21 فنانًا عربيًا.
عُرِض الأوبريت على مختلف الفضائيات العربية، كما أنه يتضمن مقطع فيديو آسر يعرض لحظات من تاريخ الأمة العربية الحديث. ومن الجدير بالذكر أن الجزء الثاني من الأوبريت «الضمير العربي» صدر في بداية الألفية الثالثة.

## تحليل
تحمل كلمات أوبريت الحلم العربي رسالة أمل ووحدة؛ على الرغم من التحديات فهي تشجع المستمع على متابعة أحلامه بأهمية الوحدة بين الأمة العربية وتجربتها الإنسانية المشتركة، مع التركيز على القوة التحويلية للحب والخير. إن الموضوع المتكرر المتمثل في التغلب على الظلام بشعاع الضوء المجازي يدل على التفاؤل والإيمان بوجود مستقبل أفضل في متناول اليد. يحتفي الأوبريت بشكل عام بمرونة الروح الإنسانية وإمكانية التغيير الإيجابي من خلال الفن والحب والأحلام.
يستخدم الأوبريت أدوات أدبية مختلفة لنقل رسالة الأمل والوحدة والمرونة، وتنسج معًا موضوعات الضوء الذي يتغلب على الظلام، والتطلعات الجماعية، والقوة التحويلية للحب والفن. إن الذكر المتكرر للظلام وشعاع النور بمثابة فكرة قوية، ترمز إلى التحديات والأمل، مما يشير إلى أنه حتى في أحلك الأوقات، هناك إمكانية للإضاءة والتغيير الإيجابي. كما أنه هناك رمزية للعناق، العناق صورة متكررة تمثل الوحدة والتكاتف. ويصبح رمزاً للأحلام والتطلعات المشتركة التي تشمل الناس من جميع مناحي الحياة. كما تشجع القصيدة على القيام برحلة نحو الأحلام والأهداف، مع التأكيد على أهمية المحاولة المستمرة. إن ذكر رحلة الألف ميل التي تبدأ بخطوة يعكس أيضاً موضوع المثابرة والتقدم التدريجي. تشير الإشارات إلى العدالة، وحماية حقوق الفرد، وتحدي الكون إلى تعليق اجتماعي وسياسي. يدعو الأوبريت إلى العدالة وتقرير المصير والشجاعة في التساؤل والتمرد على الظلم. يتم تصوير الحب على أنه قوة جبارة يمكنها إحداث تغيير إيجابي. ويُوصف بأنه نار شرارة وعيون مليئة بالأخبار السارة، مما يشير إلى قدرته على إعادة خلق العالم العربي في ضوء إيجابي. تسلط السطور التي تتحدث عن كون الفن منقذًا للحياة ويخلق الفرح من الحزن الضوء على القوة التحويلية للتعبير الفني. يُقدم الفن كوسيلة للتغلب على التحديات وإيجاد العزاء. يؤكد الأوبريت باستمرار على الوحدة بين أبناء الأمة العربية، ويدعو إلى إزالة الاختلافات، ويؤكد على فكرة أن كونك إنسانًا عربيًا يكفي لتوحيد الشعوب.

## الفنانون
فيما يلي قائمة الفنانين المشاركين في الأوبريت بحسب ظهورهم وجنسية كل منهم:
- الكويت: نبيل شعيل
- الإمارات العربية المتحدة: أحلام
- قطر: علي عبد الستار
- المغرب: ليلى غفران
- مصر: غادة رجب
- السودان: سمية حسن
- لبنان: ديانا حدّاد
- الإمارات العربية المتحدة: محمد المازم
- مصر: أنوشكا
- الأردن: عمر العبداللات
- مصر: حميد الشاعري
- مصر: إيهاب توفيق
- عُمان: ماجد المرزوقي
- سوريا: أصالة نصري
- تونس: لطفي بوشناق
- اليمن: أحمد فتحي
- سوريا: نور مهنا
- ليبيا: ناصر المزداوي
- البحرين: أحمد الجميري
- لبنان: وليد توفيق
- تونس: ذكرى
- مصر: محمد الحلو

## صنّاع الأوبريت
- كلمات:
  -  مصر: مدحت العدل.
- ألحان:
  -  مصر: صلاح الشرنوبي.
  -  مصر: حلمي بكر.
- توزيع موسيقي:
  -  مصر: حميد الشاعري.
- إخراج:
  -  مصر: طارق العريان.
- إنتاج:
  -  مصر: أحمد العريان.